# Ordine militare di Maria Cristina
L'Ordine militare di Maria Cristina (Real y militar Orden de Maria Cristina) era una decorazione militare spagnola in vigore tra il 1890 e il 1931. Dalla proclamazione della Repubblica fino all'inizio della guerra civile rimase utilizzato in eventi pubblici e cerimonie anche se i titolari dovettero cambiare i simboli e i colori della bandiera monarchica con quelli della bandiera bicolore repubblicana.

## Storia
L'ordine fu istituito con Real Orden del 19 luglio 1889, e il suo regolamento mediante il Real decreto del 30 gennaio 1890, intitolato a Maria Cristina d'Asburgo-Teschen (1858-1929), Regina reggente di Spagna in quel momento e madre del Re Alfonso XIII (1886-1941). La nuova onorificenza era destinata a ricompensare coloro che avessero compiuto grandi imprese, gesti eroici, meriti acquisiti, pericoli corsi e le sofferenze patite durante le operazioni belliche. Abolito una prima volta nel 1918 fu poi ripristinato nel 1925 per essere poi definitivamente soppresso nel 1931, con l'istituzione della Repubblica
L'Ordine era suddiviso in quattro categorie, e le sue insegne adottavano la forma di piastre:

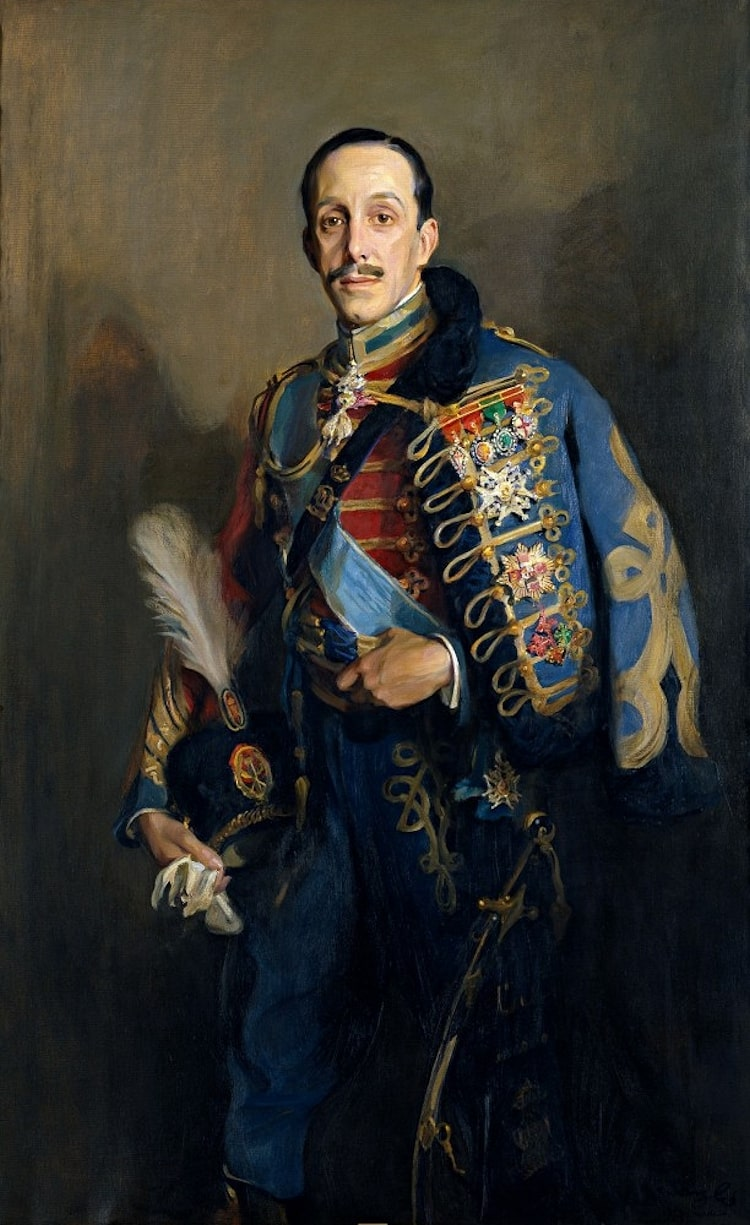
Ritratto di Alfonso XIII in divisa da Ussaro.

- Prima classe: destinata agli ufficiali o similari, mostrava sulla placca un piccolo scudo con lo stemma del Regno di Spagna realizzato in smalto. Lo scudo era circondato da un nastro di smalto blu recante la scritta "AL MÉRITO EN CAMPAÑA ". Lo scudo e l'iscrizione si trovavano su una croce pisana filettata di color bronzo opaco, decorata sui bracci laterali e inferiore da ornamenti d'oro a forma di giglio, e su quello superiore da una corona d'oro. La croce viene visualizzata su una corona d'alloro e quattro spade anch'esse di color bronzo opaco con le punte rivolte verso il centro, e su una serie di punti argento luminosi.[3].
- Seconda classe: assegnata a ufficiali superiori e similari,  aveva la stessa forma della categoria precedente, ma differiva per il colore della croce, della corona d'alloro e delle spade che erano d'argento brillante.[4]
- Terza classe: assegnata a generali e similari,  aveva la stessa forma della categoria precedente, ma differiva per il colore della croce e di gigli che erano di colore oro opaco, mentre la corona d'alloro, le spade e lo sfondo della placca di colore oro brillante.[5] Chi ha ricevuto questa classe dell'onorificenza portava la placca appesa con un anello alla banda trasversale. Tale banda, larga 10 centimetri, era suddivisa in tre sezioni, la centrale di 42 millimetri con i colori della bandiera nazionale, e ai lati, bianche, larghe ventiquattro millimetri ciascuna. Sull'esterno vi erano due filetti color cremisi della larghezza di cinque millimetri.
- Croce d'Argento per sottufficiali (Cruz de Plata para Suboficiales): istituita nel 1913, realizzata come quella degli ufficiali generali m più piccola, si portava attaccata ad un nastro come una medaglia. Il nastro aveva gli stessi colori della banda trasversale degli ufficiali generali.[6]

Anche se l'ordine non fu mai ripristinato, il disegno delle piastre dell'Ordine militare di Maria Cristina ha ispirato quello della Cruz de guerra istituita nel 1937.  L'equivalente per la marina militare era l'Ordine navale di Maria Cristina (Orden naval de María Cristina).

## Insigniti notabili
- Carlo Tancredi di Borbone-Due Sicilie
- Eduardo Morales Durillo
- José Millán-Astray
- Miguel Núñez de Prado
- José Olaguer-Feliú